# René Valmy
René Valmy (ur. 24 grudnia 1920 w Tarbes, zm. 6 listopada 1977 tamże) – francuski lekkoatleta, sprinter i skoczek w dal, wicemistrz Europy z 1946.
Zdobył srebrny medal w sztafecie 4 × 100 metrów na mistrzostwach Europy w 1946 w Oslo. Sztafeta francuska biegła w składzie: Agathon Lepève, Julien Lebas, Pierre Gonon i Valmy. Valmy startował również w biegu na 100 metrów, ale odpadł w półfinale.
Odpadł w ćwierćfinale biegu na 100 metrów na igrzyskach olimpijskich w 1948 w Londynie, a francuska sztafeta 4 × 100 metrów z jego udziałem nie ukończyła biegu eliminacyjnego. Na mistrzostwach Europy w 1950 w Brukseli odpadł w kwalifikacjach skoku w dal.
Był mistrzem Francji w biegu na 100 metrów w 1939, 1941, 1942, 1943 i 1945 oraz w biegu na 200 metrów w 1941, 1942, 1943 i 1945, wicemistrzem w biegach na 100 metrów i na 200 metrów w 1944 i 1951 oraz w skoku w dal w 1947 i 1950, a także brązowym medalistą na 100 metrów w 1948.
Ustanowił rekordy Francji w biegu na 100 metrów (10,5 s 20 lipca 1941 w Colombes) i w sztafecie 4 × 100 metrów (41,3 s 13 sierpnia 1939 w Amsterdamie) oraz wyrównał w biegu na 200 metrów (21,6 s 16 sierpnia 1948 w Colombes).

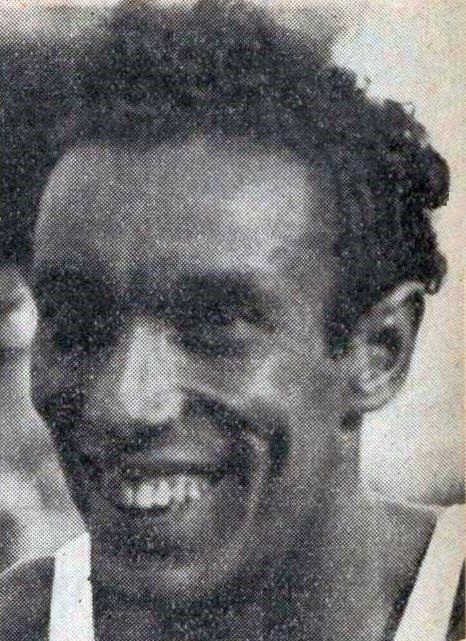
Valmy w 1946

Rekord życiowy Valmy’ego w skoku w dal wynosił 7,34 m (27 czerwca 1948 w Marmande).